# Jean Lacassagne
Jean Lacassagne  (* 2. Januar 1886 in Lyon; † Januar 1960 in Lyon) war ein französischer Arzt und Argotologe.

## Leben und Werk
Jean Lacassagne, Sohn von Alexandre Lacassagne, war seit 1916 promovierter Arzt, später Klinikchef (Hôpital de l’Antiquaille in Lyon). Als Spezialist für Haut- und Geschlechtskrankheiten hatte er viel mit Patienten aus der Unterwelt zu tun, deren Argot er studierte und in einem Wörterbuch lexikografierte:  L’argot du milieu (Paris 1928, 293 Seiten, mit einem Vorwort von Francis Carco; weitere Auflagen mit Pierre Devaux, 1935, 1948, 1952).

Lacassagne war Ritter der Ehrenlegion (1925).

## Weitere Werke
- Hygiène sexuelle, Paris 1947